# Alvise Vivarini

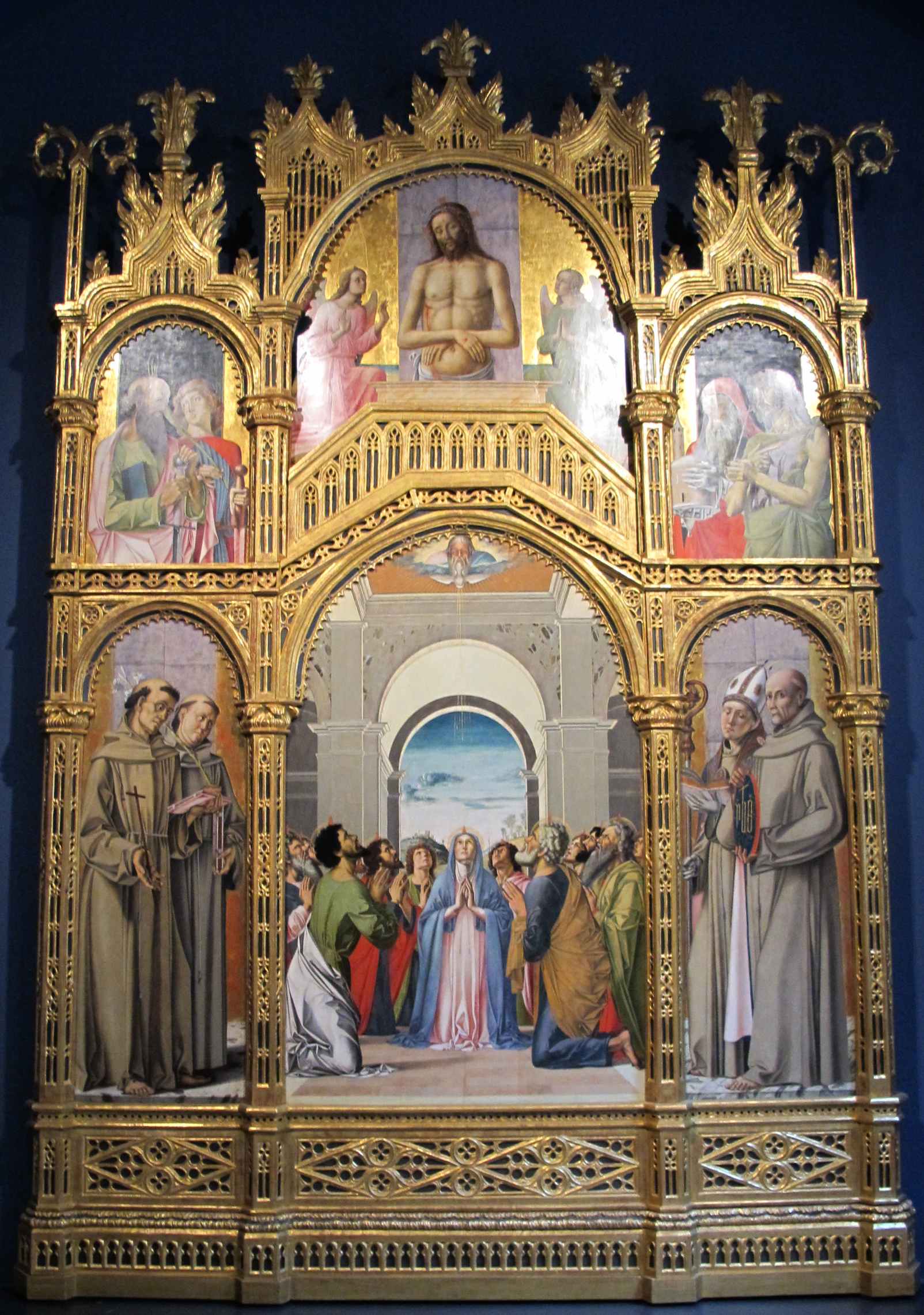
Retaule de la Pentecosta (1478), Berlín

Alvise Vivarini o Luigi Vivarini (Murano, c. 1446 - Venècia, 1503) va ser un pintor renaixentista italià que va treballar principalment a la ciutat de Venècia. Pertanyia a una dinastia de pintors originària de Murano, que va donar diversos artistes d'una certa rellevància.

## Biografia
Era fill del pintor Antonio Vivarini, encara que sembla que de la seva formació com a artista es va encarregar el seu oncle Bartolomeo Vivarini. Per part materna, era nebot del també pintor Giovanni d'Alemagna, que va treballar al costat dels Vivarini en diversos projectes.
La primera menció documental d'Alvise consta al testament de la seva mare (1457 i 1458). Apareix ja com a artista per dret propi el 1476, quan s'inscriu en la Scuola della Carità de Venècia i signa un políptic per als franciscans de Montefiorentino (Marques). En l'obra esmentada, es pot observar ja els traços d'un artista amb personalitat pròpia, que mostra respecte per l'après al taller dels seus majors, però incorpora la influència simplificadora d'Antonello da Messina, present a l'Escola veneciana de pintura en aquell moment. Encara que va ser un representant del corrent més immobilista de l'art venecià de la seva època, l'estil d'Alvise és més avançat que el dels seus progenitors, incorporant efectes de perspectiva arquitectònica. Les seves millors obres aconsegueixen comunicar una calidesa i un lirisme que el fan un artista d'accentuada personalitat, capaç d'aconseguir bells efectes lluminosos gràcies al seu domini del color.
El 1488, obté l'encàrrec de pintar tres llenços per a la sala del Gran Consiglio del palau Ducal, on també estava treballant Giovanni Bellini. Tanmateix, la mort li va impedir completar l'encàrrec, i només deixà un dels quadres acabat.
Giorgio Vasari esmenta la desgràcia de Vivarini. Sembla que aquesta impressió és confirmada pels documents, que atesten la malaltia que va arruïnar, físicament i financerament l'artista durant els seus últims anys. Potser això pot corroborar-se a la llum de la contemplació de la seva obra tardana, que denota signes de cansament i estancament creatiu.
Entre els seus alumnes figuren Marco Basaiti i Vincenzo Catena.

## Obres destacades

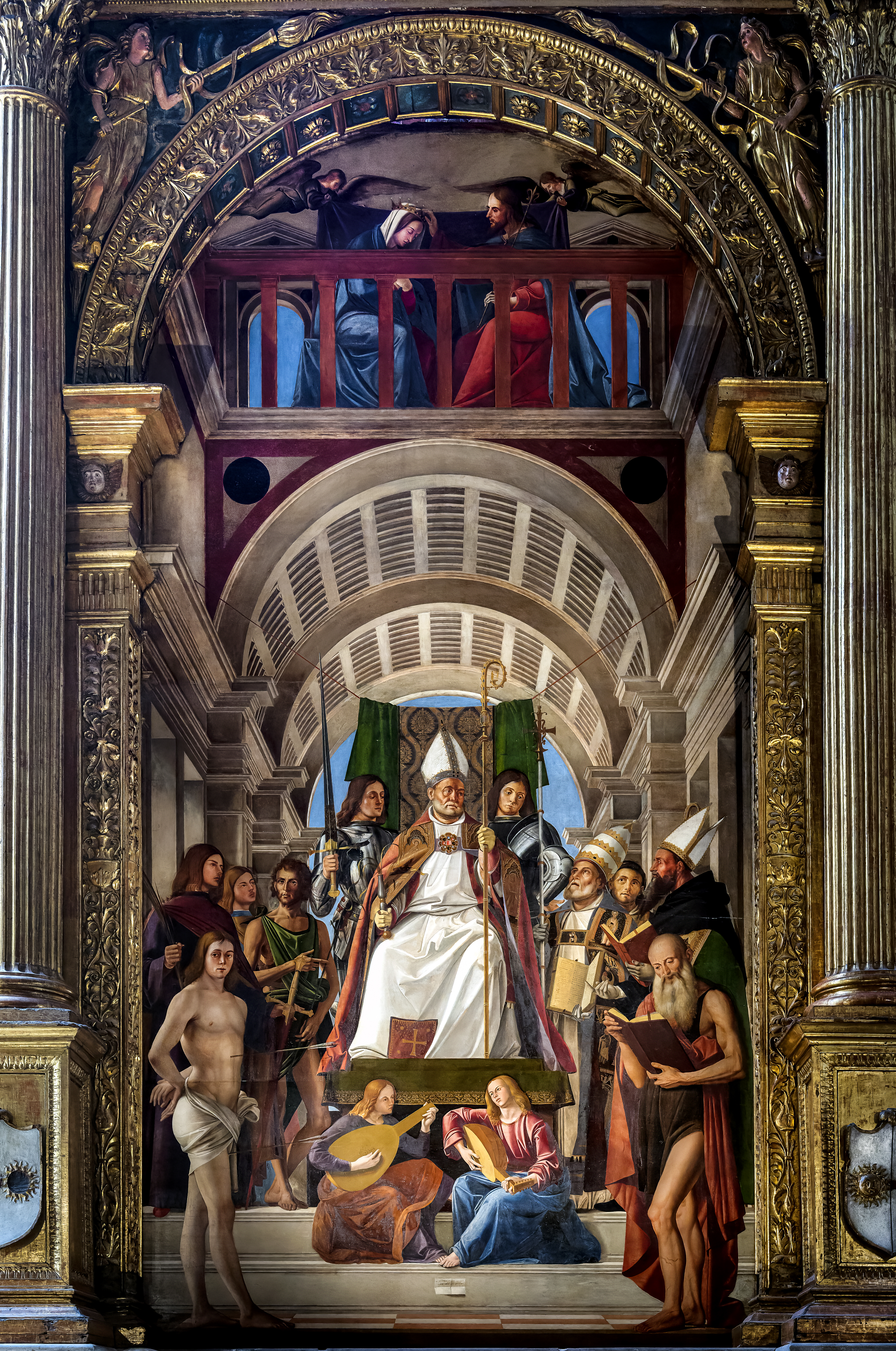
Apoteosi de sant Ambròs (1503), obra pòstuma d'Alvise Vivarini, completada per Marco Basaiti

- Sant Joan Baptista (1475, Museu Thyssen-Bornemisza, Madrid).
- Políptic de Montefiorentino: Verge entronitzada amb sants; Adoració de Crist (1476, Galeria Nacional de les Marques, Urbino).
- Sant Jeroni en el desert (1476, National Gallery of Art, Washington D. C.).
- Retaule de la Pentecosta (1478, Bode-Museum, Berlín).
- Mare de Déu amb sants (1480, Galeria de l'Acadèmia, Venècia).
- Sant Mateu i sant Joan Baptista (Galeria de l'Acadèmia de Venècia).
- Mare de Déu amb l'infant i quatre sants (Galleria Nazionale delle Marche, Urbino).
- Crist amb la creu a coll (Santi Giovanni e Paolo, Venècia), fresc.
- Mare de Déu amb l'infant (Galleria Franchetti Ca' d'Oro, Venècia).
- Crucifixió amb Maria Magdalena i un donant (Museu Poldi Pezzoli, Milà).
- Otó de Suàbia promet mitjançar entre Venècia i el seu pare Frederic Barba-rossa destruït el 1577 (sala del Gran Consiglio, palau Ducal, Venècia).

Frederic Barba-rossa rep el seu fill (sala del Gran Consiglio, Palazzo Ducale, Venècia), destruït el 1577.
Retrat d'home (1495, National Gallery of Art, Washington).
Retrat d'home (1497, National Gallery, Londres).
Resurrecció de Crist (1497-98, San Giovanni in Bragora, Venècia).
- Crist beneint (1498, Ca' Rezzonico, Museu del Settecento Veneziano, Venècia).
- Mare de Déu adorant l'infant adormit (1500, Redentore, Venècia).
- Apoteosi de sant Ambròs (1503, capella Milimesi, Santa Maria Gloriosa dei Frari, Venècia), completada aquesta obra per Marco Basaiti.